# Eugène Borel
Eugène Borel (17 giugno 1835 – 14 giugno 1892) è stato un politico svizzero attinente di Neuchâtel.
È stato eletto consigliere federale per il Partito Liberale Radicale il 7 dicembre 1872 e si è dimesso il 31 dicembre 1875. Per tutta la durata del mandato è stato a capo del Dipartimento federale di poste e telegrafi.
Massone, fu membro della loggia La Bonne Harmonie di Neuchâtel, appartenente alla Gran Loggia Svizzera Alpina.